# Watsaporn Wattanakoon
Watsaporn Wattanakoon (วรรษพร วัฒนากุล), soprannominata Eiam (เอี๊ยม) (Chiang Rai, 13 ottobre 1987) è una modella thailandese.
Ha partecipato a Miss Thailandia Universo nel 2010, dove si è classificata al secondo posto, ottenendo però il titolo di Miss Thailandia Terra il 20 marzo 2010 a Bangkok. La modella ha quindi rappresentato la Thailandia a Miss Terra 2010 a 4 dicembre in Vietnam dove si è classificata al terzo posto con il titolo di Miss Acqua 2010. Ha inoltre vinto la fascia di Miss Photogenic ed ha regalato alla Thailandia il miglior piazzamento mai ottenuto nella storia del concorso.